# パラダイス・シティ
「パラダイス・シティ」（Paradise City）は、ガンズ・アンド・ローゼズの楽曲。1987年のデビュー・アルバム『アペタイト・フォー・ディストラクション』に収録され、翌年11月にシングル・カットされた。
演奏時間が6分を超える曲で、音楽評論家のスティーヴ・ヒューイはallmusic.comにおいて「長い曲でありながら、"パラダイス・シティ"はとりとめのなさや過剰さを感じさせず、バンドの作曲の密度の濃さや、演奏集団としての能力を物語っている」と評している。
当時、ガンズ・アンド・ローゼズのメンバーであったスラッシュは、稲葉浩志とのコラボレーション・シングル「SAHARA」（2009年）のカップリング曲として、ファーギーやサイプレス・ヒルとの共演による「パラダイス・シティ」のセルフ・カヴァーを発表した。

## 反響・評価
バンドの母国アメリカでは、Billboard Hot 100で5位、『ビルボード』誌のメインストリーム・ロック・チャートでは14位に達し、バンドにとって3作目の全米トップ10シングルとなった。
アイルランドのシングル・チャートでは初の1位獲得を果たした。全英シングルチャートでは、ガンズ・アンド・ローゼズにとって初のトップ10入りを果たし、最高6位に達した。
2004年、ローリング・ストーンの選ぶオールタイム・グレイテスト・ソング500において453位、2010年の改訂では459位ランクイン。また、2011年8月にギブソン公式サイトが発表した「'80年代の偉大な50曲」では43位にランク・インしている。
ミュージック・ビデオは、特にガンズが盛り上がった2公演の模様を織り交ぜている。スラッシュは当時を懐かしみ、一番好きなガンズのミュージック・ビデオに選んでいる。

## 収録曲

### アメリカ盤
1. "Paradise City"
2. "Move to the City"

### イギリス盤
1. "Paradise City"
2. "Used to Love Her"
3. "Anything Goes" - 12インチ・シングルおよびCDシングルのみ
4. "Sweet Child O' Mine" - CDシングルのみ

## 他メディアでの使用例
- アメリカ映画『待ちきれなくて…』（1998年公開）のサウンドトラックで使用された[13]。
- テレビゲーム『バーンアウト パラダイス』のメインテーマとして使用された。このゲームの舞台となる都市の名前も『Paradise City』である。

## カヴァー
- パット・ブーン - カヴァー・アルバム『In a Metal Mood: No More Mr. Nice Guy』（1997年）に収録[14]。
- ホール - ライヴで演奏。1999年1月26日のライヴ音源は、アルバム『セレブリティ・スキン』（1998年）の「ツアー・エディション」（1999年にイギリスで限定発売）のボーナス・ディスクで公式に発表された[15]。